# Llano Grande (Texas)
Llano Grande è un census-designated place degli Stati Uniti d'America situato nella contea di Hidalgo dello Stato del Texas.
La popolazione era di 3.008 persone al censimento del 2010. Fa parte dell'area metropolitana di McAllen–Edinburg–Mission.

## Geografia fisica
Llano Grande è situata a 26°07′49″N 97°58′07″W (26.130397, -97.968505).
Secondo lo United States Census Bureau, ha un'area totale di 1,7 miglia quadrate (4,4 km²).

## Società

### Evoluzione demografica
Secondo il censimento del 2000, c'erano 3.333 persone, 907 nuclei familiari e 791 famiglie residenti nella città. La densità di popolazione era di 1.931,0 persone per miglio quadrato (743,9/km²). C'erano 1.268 unità abitative a una densità media di 734,6 per miglio quadrato (283,0/km²). La composizione etnica della città era formata dal 79,90% di bianchi, lo 0,06% di afroamericani, lo 0,24% di nativi americani, lo 0,36% di asiatici, il 18,93% di altre razze, e lo 0,51% di due o più etnie. Ispanici o latinos di qualunque razza erano l'88,42% della popolazione.
C'erano 907 nuclei familiari di cui il 47,1% aveva figli di età inferiore ai 18 anni, il 70,5% aveva coppie sposate conviventi, il 12,6% aveva un capofamiglia femmina senza marito, e il 12,7% erano non-famiglie. L'11,2% di tutti i nuclei familiari erano individuali e l'8,5% aveva componenti con un'età di 65 anni o più che vivevano da soli. Il numero di componenti medio di un nucleo familiare era di 3,67 e quello di una famiglia era di 4,00.
La popolazione era composta dal 35,3% di persone sotto i 18 anni, il 10,0% di persone dai 18 ai 24 anni, il 23,9% di persone dai 25 ai 44 anni, il 16,1% di persone dai 45 ai 64 anni, e il 14,7% di persone di 65 anni o più. L'età media era di 28 anni. Per ogni 100 femmine c'erano 95,1 maschi. Per ogni 100 femmine dai 18 anni in giù, c'erano 88,8 maschi.
Il reddito medio di un nucleo familiare era di 20.491 dollari e quello di una famiglia era di 21.429 dollari. I maschi avevano un reddito medio di 17.218 dollari contro i 12.826 dollari delle femmine. Il reddito pro capite era di 6.954 dollari. Circa il 35,5% delle famiglie e il 40,6% della popolazione erano sotto la soglia di povertà, incluso il 54,1% di persone sotto i 18 anni e il 23,4% di persone di 65 anni o più.